# Geo Pistarino
Geo Pistarino (n. 30 noiembrie 1917 – d. 1 mai 2008) a fost un istoric italian, membru de onoare al Academiei Române (din 1992).
1. ↑  Library of Congress Authorities, accesat în 9 decembrie 2021
2. 1 2 3 4  IdRef, accesat în 9 decembrie 2021
3. 1 2  Autoritatea BnF, accesat în 10 octombrie 2015
4. ↑  OPAC SBN, accesat în 9 decembrie 2021
5. 1 2 3  Virtual International Authority File, accesat în 9 decembrie 2021
6. ↑  „Geo Pistarino”, Gemeinsame Normdatei, accesat în 9 decembrie 2021
7. 1 2  Autoritatea BnF, accesat în 9 decembrie 2021
8. 1 2  ]][[Categorie:Articole cu legături către elemente fără etichetă în limba română, accesat în 9 decembrie 2021